# Jan Van Duffel
Jan Van Duffel (Lillo, 31 mei 1908 – Overpelt, 15 maart 2014) was een Belgisch priester en honderdjarige.

## Levensloop
Van Duffel werd geboren in de buurt van Antwerpen, maar verhuisde als kind naar Overpelt in de provincie Limburg, waar zijn vader benoemd werd als belastingsambtenaar. Hij studeerde aan het college aldaar en aan het jezuïetencollege van Turnhout alvorens zijn priesterstudies aan te vatten.
Op 5 juli 1931 werd hij in Luik tot priester gewijd. Hij werkte als kapelaan in Vivegnis (1931-1933) en Zolder (1933-1942), was rector van de hulpparochie Boekt (Zolder) (1942-1953) en pastoor in Montenaken (1953-1961) en Zutendaal (1961-1973). Na zijn pensioen verhuisde hij opnieuw naar Overpelt.
In 2011 vierde Van Duffel zijn 80-jarig priesterjubileum: een uitzonderlijke gebeurtenis. Op 31 mei 2013 haalde hij ook nog zijn 105e verjaardag. Hij was op het moment van zijn overlijden op bijna 106-jarige leeftijd de oudste inwoner van Overpelt, de oudste mannelijke inwoner van Limburg en de op een na oudste mannelijke Belg, na de toen 108-jarige Oscar Coulembier, die aan het einde van dat jaar ook zou overlijden.